# NGC 1141
NGC 1141 (другие обозначения — NGC 1143, ZWG 389.46, UGC 2388, VV 331, MCG 0-8-47, ARP 118, KCPG 83A, PGC 11007) — галактика в созвездии Кит.
Этот объект занесён в новый общий каталог несколько раз, с обозначениями NGC 1141, NGC 1143.
Этот объект входит в число перечисленных в оригинальной редакции «Нового общего каталога».
Координаты объектов NGC 1141 и 1142 похожи на координаты объектов NGC 1143 и 1144, «открытых» Эдуаром Стефаном. Он записал их точные координаты, в то время как Альберт Март ошибся на 40'. Это привело к тому, что обе галактики были занесены в каталог дважды под разными обозначениями.
NGC 1141 и 1142 являются парой взаимодействующих или даже сталкивающихся галактик.